# Aulacoderus harropae
Aulacoderus harropae es una especie de coleóptero de la familia Anthicidae.

## Distribución geográfica
Habita en el territorio que antes se llamaba Estado Libre de Orange.